# バタンバン
バタンバン(クメール語：ក្រុងបាត់ដំបង/Battambang)は、カンボジア西部バッタンバン州の州都。
プノンペンから北西約300kmに位置する。
2012年の人口は19万6709人で、同国3位。
11世紀にクメール王国が設置し、国内有数の稲作地帯だった。1795年〜1907年の間、シャムの内カンボジア州の州都だった。常にクメール人やベトナム人、ラオ人、タイ人、中国人が住んでいる。現在でも北西部の中心地で、首都プノンペンとタイ王国を結ぶ。サンカー川が流れており、州の美しい風景を育んでいる。フランス植民地時代の建物も魅力の1つである。

## 歴史
11世紀、クメール王朝全盛期に設立された。
18世紀、バタンバンは重要な交易都市で、人口は約2500人だった。サンカー川に並行する道路沿いに人口が集中した。
1795年、タイ王国が侵攻し、現在のバンテイメンチェイ州、バタンバン州、ウドンメンチェイ州、パイリン州、シェムリアップ州を内カンボジア州として編入した。バタンバンは州都となり、クメール王家の分家でタイ語を話すアブハイウォングセ家が統治した。

1907年まで6代に渡って統治した。しかしカンボジア人の住人は絶えず増加し続けた。
1907年、カンボジアを保護国としたフランスの圧力にタイが屈する形で、領土はカンボジアに戻った。第一次都市計画は以下の事を実現した。
- 升目上の街路の設置
- 近代的な建物(軍事施設、刑務所を含む)の建設
- サンカー川に並行した3本の広い道路の設置
- 2つの丘を橋で接続(1917年完成)

1936年、第二次都市計画でプノンペンと鉄道で結ばれた。都市は駅の有る西に向かって拡大した。大きな建物や公共施設が建ち、田舎町の風景は一変した。続く第三次都市計画では市の北部、南部、東部も開発され、プノンペン以外で最も発展した都市になった。後に、ノロドム・シハヌーク国王が都市の更なる近代化を進めた。繊維・織物工場が中国とフランスの投資家によって設立された。
1941年、タイとフランス(ヴィシー政権)を日本が仲介し、東京条約が結ばれた。タイはこの条約で、フランス領インドシナのラオスメコン川右岸及びカンボジアのバタンバン州・シェムリアップ州を獲得し、プラタボン県を置いた。
1945年、戦勝国になれなかったタイは東京条約で獲得した領土をフランスに返還した。
1953年、第一次インドシナ戦争でフランスに勝った結果、領土は公式に独立したカンボジア王国領となった。
1968年、バタンバン空港が開港した。
かつてはポル・ポト派の活動拠点であった。

## 観光
- ワット・プノン・サンポー
- ワット・エク・プノン
- ワット・バナン
- プラサット・バサット
- バタンバン博物館
- バンブートレイン（竹列車）

## 姉妹都市
- - ストックトン、アメリカ
- - クラインマハノー、ドイツ

## 交通
プノンペンのキャピタル・ゲストハウスよりバスが頻発している。
タイ国境のポイペト方面からもバスの便有り。